# 윙 건담 제로
윙 건담 제로(영어: Wing Gundam Zero, 일본어: ウイングガンダムゼロ)는 1995년에 방영된 TV 애니메이션 《신기동전기 건담 W》에 등장하는 모빌 슈트(MS)로 분류되는 가공의 유인 조종식 인간형 로봇 병기이다. 윙 제로 또는 제로로 약칭되기도 한다.
작품 내의 기원인 "애프터 콜로니(A.C.)" 사상 최초의 건담 타입 모빌 슈트(MS)로 윙 건담에 이은 이 작품의 후반 주역기이다. 작품 내에서 최강의 모빌 슈트(MS) 중 하나이며, 파일럿의 생명에 위협을 주는 인터페이스 "제로 시스템"과 강력한 무장을 갖추고 있다. 카트르 라버바 위너를 비롯해 많은 주요 인물들이 갈아타며, 결국 주인공인 히이로 유이의 탑승기가 된다.
TV 애니메이션 방영 종료 후에 발표된 OVA 및 극장판 애니메이션 《신기동전기 건담 W Endless Waltz》(《EW》)에서는 디자인 및 일부 설정을 큰 폭으로 변경한 "EW판"으로 등장하며, 《EW》를 원류로 하는 만화 《신기동전기 건담 W Endless Waltz 패자들의 영광》(《패영》) 및 소설 《신기동전기 건담 W Frozen Teardrop》(《FT》)에서는 TV 애니메이션의 디자인을 기초로 한 원형기 "윙 건담 프로토 제로"가 등장한다.

## 같이 보기
- 신기동전기 건담 W
- 윙 건담